# Kanton La Chartre-sur-le-Loir
Der Kanton La Chartre-sur-le-Loir war von 1790 bis 2015 ein französischer Kanton im Arrondissement La Flèche, im Département Sarthe und in der Region Pays de la Loire; sein Hauptort war La Chartre-sur-le-Loir.
Bis zur Verwaltungsgebietsreform vom 15. Februar 2006 gehörte der Kanton zum Arrondissement Le Mans.

## Geografie
Der Kanton La Chartre-sur-le-Loir lag im Mittel 63 Meter über Normalnull, zwischen 47 Meter in Chahaignes und 154 Meter in La Chapelle-Gaugain.
Der Kanton lag im Südosten des Départements Sarthe an der Grenze zu den Départements Indre-et-Loire und Loir-et-Cher. Er grenzte im Norden an den Kanton Saint-Calais, im Nordwesten an den Kanton Le Grand-Lucé und im Westen und Südwesten an den Kanton Château-du-Loir. 

## Gemeinden
Der Kanton bestand aus neun Gemeinden. Diese waren:
| Gemeinde               | Einwohner Jahr | Fläche km² | Bevölkerungsdichte | Code INSEE | Postleitzahl |
| ---------------------- | -------------- | ---------- | ------------------ | ---------- | ------------ |
| Beaumont-sur-Dême      | 364 (2013)     | 13,49      | 27 Einw./km²       | 72027      | 72340        |
| Chahaignes             | 740 (2013)     | 22,83      | 32 Einw./km²       | 72052      | 72340        |
| La Chapelle-Gaugain    | 305 (2013)     | 10,66      | 29 Einw./km²       | 72063      | 72310        |
| La Chartre-sur-le-Loir | 1.460 (2013)   | 8,3        | 176 Einw./km²      | 72068      | 72340        |
| Lavenay                | 350 (2013)     | 7,7        | 45 Einw./km²       | 72159      | 72310        |
| Lhomme                 | 860 (2013)     | 18,32      | 47 Einw./km²       | 72161      | 72340        |
| Marçon                 | 1.027 (2013)   | 30,05      | 34 Einw./km²       | 72183      | 72340        |
| Poncé-sur-le-Loir      | 377 (2013)     | 6,92       | 54 Einw./km²       | 72240      | 72340        |
| Ruillé-sur-Loir        | 1.191 (2013)   | 39,48      | 30 Einw./km²       | 72262      | 72340        |

## Bevölkerungsentwicklung
| 1962 | 1968 | 1975 | 1982 | 1990 | 1999 | 2006 |
| ---- | ---- | ---- | ---- | ---- | ---- | ---- |
| 7628 | 7405 | 7067 | 7177 | 6925 | 6838 | 6912 |

## Partnerschaft
Der Kanton La Chartre unterhält bereits seit 1973 eine Städtepartnerschaft mit der niedersächsischen Stadt Syke.